# 黄森屏
黄森屏（Ong Sum Ping），传闻是明朝初年移民汶萊的一位传说中的漢人。文莱人写作“Ong Sum Ping”，汉文有译为黄森屏；也有写作王森屏。在中国有传闻称蘇丹阿哈默德妻为黄森屏的妹妹“支那巴坦加公主”（Puteri Kinabatangan）。也有人认为黄森屏为马来人传说中的人物，但《文莱国王世系表》确有记录文莱苏丹马合谟沙（Sultan Muhammad Shah，1363－1402）将女儿拉特那蒂蔚公主（Puteri Ratna Dewi）嫁给黄森屏为妻。
明史记载当时中国国内流行的传闻：“万历时，为王者闽人也。或言郑和使婆罗，有闽人从之，因留居其地，其后人竟据其国而王之。”
中国有传闻说苏丹阿哈默德就是黄森屏，另一传闻是阿哈默德死后，黄森屏之女继位成为文莱国王，实为讹误，根据文莱王室承认的正统史料《Batu Tarsilah》中记载苏丹阿哈默德是苏丹马合谟沙的兄弟，并不是黄森屏，而文莱第三任苏丹是在文莱非常有名的苏丹沙里夫·阿里（1425－1432年，سلطان شريف علي）。苏丹沙里夫·阿里统治是文莱的全盛时期，今日文莱国旗标志，起源于此位君主。苏丹沙里夫·阿里并非女性，文莱王室也从来没有出现过女王。

## 紀念
在汶萊，有黃森屏路（Jalan Ong Sum Ping）。